# Lepiota locquinii
Lepiota locquinii är en svampart som beskrevs av Bon 1985. Lepiota locquinii ingår i släktet Lepiota och familjen Agaricaceae.   Inga underarter finns listade i Catalogue of Life.